# Jamal Cain
Hasen Jamal Cain, född 20 mars 1999 i Pontiac i Michigan, är en amerikansk professionell basketspelare (SF) som spelar för Orlando Magic i National Basketball Association (NBA). Han har tidigare spelat Miami Heat och New Orleans Pelicans.
Cain blev aldrig NBA-draftad.
Innan han blev proffs studerade Cain först vid Marquette University och spelade för universitetets idrottsförening Marquette Golden Eagles. Han blev senare överförd till Oakland University för spel i Oakland Golden Grizzlies.